# Замок Дрімнах
Замок Дрімнах (англ. — Drimnagh Castle, ірл. — Caisleán Dhroimeanaigh) — Кашлен Дроменах — один із замків Ірландії, розташований в графстві Дублін, у передмісті Дубліна Дрімнах. Це єдиний замок в Ірландії в якому зберігся рів, затоплений водою. Цей рів зв'язаний з місцевою річкою Блубелл. Поруч біля замку розташована школа «Християнські Брати».

## Історія замку Дрімнах
Найперший відомий історикам володар замку Дрімнах — сер Х'ю де Бернівал. Ім'я цього феодала зустрічається в документах, що датуються 1216 роком. Родина Де Бернівал володіла замком Дрімнах протягом багатьох століть. Пізніше ця шляхетна родина була відома як Барнвелл та Барнволл. Останніми мешканцями замку Дрімнах була родина Хетч.
На самому початку 1900-х років замок і землі навколо нього були придбані Джозефом Хетч (народився 1851 року), людиною, що займалася бізнесом з молочними продуктами, жила в Дубліні на Нижній Лісон стріт, 6. Джо Хетч був членом міської ради Дубліна з 1895 по 1907 рік. Він купив замок в першу чергу щоб придбати землю — щоб забезпечити пасовища для своєї худоби. Він відновив замок, що став літнім будинком для своєї родини і чудовим місцем для святкування срібного весілля Джозефа Хетча і його дружина Мері Коннелл, а також святкувати весілля його старшої дочки Мері в 1910 році.
Після його смерті в квітні 1918 року замок успадкував його старший син — Джозеф Алозіус (народився 1882 року), відомий як Луїс. Разом зі своїм братом Хью, Луїс керував молочними фермами і молочним цехом. Луїс (який ніколи не одружувався) помер в грудні 1951 року (Хью, що теж не одружувався до 60 років) помер у 1950 році.
Спадкоємців не було, замок Дрімнах був переданий доктору P. Данну — єпископу Нара, що продав його (як повідомляється, за символічну суму) Християнським Братам. Біля замку була побудована школа, що працює там і донині.
Замок оточений ровом, збереглися будови XV століття, є великий зал з вежею XVI століття, великі кам'яниці початку ХХ століття. Спочатку там жили брати-християни, поки не була побудована у 1956 році нова школа поруч біля замку. До середини 1980-х років замок був в руїнах і продовжував руйнуватися.
У 1978 році замок почав ремонтувати спортивний клуб. У 1986 році до реставрації замку долучився Пітер Пірсон — відомий художник. Почалось відновлення саду XVII століття. У 1996 році роботи були закінчені, хоча замок не був повністю відновлений. Нині замок відкритий для відвідування, у ньому проходять різні громадські заходи.
У замку Дрімнах знімались художні фільми, зокрема: «Викрадення» режисера Стівена Шварца (2002), «Зачарована Елла» режисера Томмі О'Хавера (2004), «Тюдори» режисера Майкла Херста (2007).